# خرگوش بی‌دم سیاه
خرگوش بی‌دم سیاه (نام علمی: Ochotona nigritia) نام یک گونه از سرده خرگوش بی‌دم است.